# Kalundborg gamle Rådhus
 Kalundborg gamle Rådhus, også omtalt som Kalundborgs ældste Rådhus er et middelalderligt rådhus, der ligger i Adelgade i Højbyen, der er den ældste bykerne i Kalundborg på Vestsjælland.
Bygningen blev sandsynligvis opført i første halvdel af 1400-tallet, og den fungerede som byens rådhus fra 1539-1854. den var oprindelige en del af naboejendommen i Adelgade 6, kaldet Bispegården.
I 1850 lejede man det ud som byens gældsfængsel. Bygningen blev fredet i 1918. I dag bruges den som byrådssal.

## Beskrivelse
Det gamle Rådhus er opført i munkesten med et sadeltag af røde teglsten. Gavlen ud mod Adelgade har kamtakker.
Døren til bygningen er halvt i kælderplan. To vinduer med romanske spidsbuer sidder i gavlen.